# Olivia DeMerchant

a Compétitions nationales et continentales officielles uniquement.

b Matchs officiels uniquement.
Olivia DeMerchant, née le 16 février 1991 à Mapledale (Canada), est une joueuse internationale canadienne de rugby à XV évoluant au poste de pilier.

## Biographie
Olivia DeMerchant naît le 16 février 1991 à Mapledale au Nouveau-Brunswick au Canada,. En 2022, elle joue pour le club des Halifax Tars RFC de Halifax. Elle compte 49 sélections en équipe du Canada quand elle est retenue en septembre 2022 pour disputer sous les couleurs de son pays la Coupe du monde en Nouvelle-Zélande.
Au mois d'avril 2024, elle est retenue pour disputer les Pacific Four Series. Elle remporte la compétition avec ses coéquipières après avoir battu la Nouvelle-Zélande à Christchurch pour la première fois de leur histoire mais elle ne participe pas à cette rencontre,.

## Palmarès
- Finaliste de la Coupe du monde en 2014.
- Vainqueur de la Pacific Four Series en 2024.